# اخبار اصبهان
اخبار اصبهان عنوان کتاب است نوشته ابونعیم اصفهانی (درگذشته ۴۳۰ هجری قمری) که به زبان عربی  و در قرن پنجم قمری نوشته شده‌است.